# ГЕС Jīnshào
ГЕС Jīnshào (金哨水电站) — гідроелектростанція на північному сході Китаю у провінції Ляонін. Знаходячись після ГЕС Shuānglǐng (35 МВт), становить нижній ступінь каскаду на річці Hunjiang, правій притоці Ялуцзян (утворює кордон між Китаєм і Північною Кореєю та належить до басейну Жовтого моря). 
В межах проєкту річку перекрили бетонною гравітаційною греблею висотою 34 метри, яка утримує водосховище з об’ємом 98 млн м3. 
Зі сховища через прокладений у правобережному масиві дериваційний тунель ресурс подається до розташованого за 0,5 км машинного залу, при цьому відстань між останнім та греблею по руслу річки становить понад 12 км.
Станцію обладнали турбінами типу Каплан загальною потужністю 84 МВт, які використовують напір у 18 метрів та забезпечують виробництво 216 млн кВт-год електроенергії на рік.